# Petru Rareș
Petru Rareș est une commune du județ de Bistrița-Năsăud en Transylvanie (Roumanie).